# Bernon (Épernay)
Pour les articles homonymes, voir Bernon.
Bernon est un quartier d'Épernay. Il se compose de Bernon et de Bernon-Village. En tant que quartier prioritaire, il compte 3 413 habitants en 2018.

## Toponymie
« Bernon » est une déformation d'un toponyme plus ancien « Brenon ».

## Géographie

### Mont Bernon
Le mont Bernon se situe à environ 500 mètres au sud du quartier. Il culmine à 207,8 mètres d'altitude. Depuis 1963, il est classé monument naturel. Au sud-est de la butte-témoin s'élève le promontoire du Petit Bernon, qui atteint les 180 mètres.
Le sommet du mont Bernon est boisé de feuillus, à l'exception de quelques résineux. Ces résineux sont probablement les héritiers de pins plantés par Jean-Rémy Moët au début du XIXe siècle. Le bois compte quelques trouées d'eau ou autres mares peu profondes peuplées d'iris des marais, de joncs ou encore de menthe aquatique. En lisière de forêt, on trouve des arbustes ornementaux revenus à l'état sauvage tel le lilas ; un sous-bois est formé par d'autres arbustes. Le mont Bernon occupe une crête topographique qui marque la séparation entre les écoulements superficiels du bassin Marne et du Cubry. Le quartier se situe dans le bassin de la Marne. Les pentes du mont Bernon, recouvertes par le vignoble, sont de 10 % en moyenne. Elles sont responsables d'un ravinement important lors d'orages puisque l'eau ne s'infiltre qu'au pied du sommet, lorsque la pente se fait plus douce.
Le mont Bernon est le dernier vestige du flanc est de la vallée du Cubry, détruit peu à peu par l'érosion. L'intérêt géologique du mont Bernon réside dans la craie du Campanien qui y est recouverte par des formations tertiaires. La craie pure emballée dans la marne, qui se trouve au-delà de 36 mètres de profondeur, est surmontée par des lignites du Soissonnais, composées en grande partie d'argiles bigarrée (entre 28 et 36 m), de marnes blanches (de 17 à 28 m) et d'argile grise ou gris-noir avec des passées sableuses (entre 7 et 17 m de profondeur). Au-dessus, on trouve principalement des sables blancs et fins du Sparnacien, entre 4,8 et 6,8 mètres, puis des sables fins et grossiers du Cuisien jusqu'à deux mètres de profondeur. S'y superposent des marnes blanches et vertes calcaires. Les 60 centimètres de profondeur au sommet sont constitués de terre mêlée avec des débris de meulière. Le sous-sol est fortement fossilifère. Au niveau des grands ensembles de Bernon, la craie est fracturée sur 10 à 15 mètres d'épaisseur en surface.

## Démographie
En 2006, on recense à Bernon 2 811 habitants. Le quartier regroupe donc 11 % de la population sparnacienne. Le quartier comptait cependant 3 968 habitants en 1999. Il a donc perdu plus de 1 000 habitants en sept ans. On note que le pourcentage de personnes de nationalité étrangère est deux fois supérieur à la moyenne communale à 13,1 % contre 5,6 %.
Le quartier accueille en 2006 1 124 logements, dont 907 sont occupés. 91 % des résidences principales sont des HLM. Il y a également 907 ménages. On dénombre en moyenne trois personnes par ménage soit une de plus qu'à l'échelle de la commune, et 10 % des ménages sont composés de plus de six personnes contre 2 %. Cela peut s'expliquer par le fait que la population de Bernon est nettement plus jeune que l'ensemble de la population sparnacienne. On compte ainsi 41,2 % de personnes ayant moins de 20 ans contre 25,4 % sur Épernay. Par ailleurs, 1 780 habitants sont couverts par les prestations de la caisse d'allocations familiales, soit 63 %. C'est vingt points de plus que sur l'intégralité de la ville.